# Brad Thor
Brad Thor (Chicago, 1969) é um escritor norte-americano de romances thrillers. Seus romances foram publicados em vários países ao redor do mundo. Ele também contribuiu com um conto intitulado A Solução Atenas.
O livro O Último Patriota foi considerado o melhor suspense do ano pela Associação Internacional de Escritores de Suspense (International Thriller Association). Um de seus romances, chamado de Blowback, foi também considerado pelos ouvintes da Radio Pública Nacional (National Public Radio), como um dos cem melhores trillers de todos os tempos.

## Biografia
Thor concluiu os estudos na Sacred Heart Schools, na Francis W. Parker School (Chicago) e na Universidade da Califórnia do Sul, onde ele fez amizade com o também escritor T. C. Boyle.
Antes de se tornar um escritor, ele foi produtor, escritor e apresentador de séries de televisão.
Thor é membro da Foundation Heritage e em sua sede principal, falou sobre o país ter uma Defesa Anti-Mísseis. Thor é membro do Grupo de Defesa de Alexandria (Alexandrian Defense Group) e é também um comentarista de uma rede de tv a cabo.
Thor declarou em entrevistas que ele acompanhou uma força tarefa chamada de Black Ops, no Afeganistão em 2008 para fazer pesquisas para o seu livro, O Apóstolo.

### Campanha presidencial 2020
Thor anunciou sua candidatura para presidente dos Estados Unidos nas eleições de 2020, mas em 5 de julho de 2018, Thor decidiu não concorrer e deixou o Partido Republicano, tornando-se independente, citando frustração com o Congresso controlado pelos republicanos e o presidente Donald Trump.

## Mídia
Thor é um colaborador de programa de TV de Glenn Beck, e aparecendo também em outros canais, tais como: FoxNews channel, CNN, ABC, NBC, MSNBC e PBS, onde geralmente discute o Terrorismo frequente em seus romances comparando com as ameaças reais que o mundo enfrenta hoje.
A Warner Bros, adquiriu os direitos do personagem de seus romances, Scot Harvath e do livro O Projeto Atenas para desenvolver uma franquia de filmes de ação (projetos inconclusos).

## Reação Sobre o LivroO Último Patriota
Devido ao conteúdo do livro O Último Patriota, o entrevistador Glenn Beck previu que Thor poderia ser jurado de morte por Extremistas Muçulmanos. E o Jornal online World Net Daily, afirmou que Thor seria o novo Salman Rushdie.
Robert D. Guindaste, um muçulmano convertido e que foi assessor de Richard Nixon, chamou o romance de islãmofóbico, um demonizador do Islã e do povo muçulmano.
O romance foi banido da Arábia Saudita.

### Colecção Scot Harvath
- The Lions of Lucerne (2002) ISBN 0-7434-3673-3 (EUA)
- Path of the Assassin (2003) ISBN 0-7434-3675-X (EUA)
- State of the Union (2004) ISBN 0-7434-3677-6 (EUA)
- Blowback (2005) ISBN 0-7432-7115-7 (EUA)
- Takedown (2006) ISBN 0-7432-7118-1 (EUA)
- The First Commandment (2007) ISBN 1-4165-4379-1 (EUA) / O Primeiro Mandamento (PT) (Bertrand Editora, 2010) / O Primeiro Mandamento (BR) (Sextante, 2009)
- The Last Patriot (2008) ISBN 1-4165-4383-X (EUA) / O Último Patriota (PT) (Bertrand Editora, 2009) / O Último Patriota (BR) (Sextante, 2010)
- The Apostle (2009) ISBN 1-4165-8657-1 (EUA) / O Apóstolo (PT) (Bertrand Editora, 2011)
- Foreign Influence (2010) ISBN 1-4165-8659-8 (EUA) / Influência Externa (PT) (Bertrand Editora, 2013)
- Full Black (2011) ISBN 1-4165-8661-X (EUA) / Matéria Negra ISBN 9789722531542 (PT) (Bertrand Editora, 2014)
- Black List (2012) ISBN 1-4391-9298-7 (EUA) / A Lista Negra ISBN 9789722532389 (PT) (Bertrand Editora, 2015)
- Hidden Order (2013) ISBN 1-4767-1709-5 (EUA) / A Ordem Oculta ISBN 9789722532471 (PT) (Bertrand Editora, 2015)
- Act of War (2014) ISBN 1-4767-1712-5 (EUA) / Ato de Guerra ISBN 9789722532419 (PT) (Bertrand Editora, 2017)
- Code of Conduct (2015) ISBN 1-4767-1715-9 (EUA) / Código de Conduta (PT) Bertrand Editora, 2018)
- Foreign Agent (2016) ISBN 1-4767-8935-5 (EUA) / O Agente Estrangeiro (PT) (Bertrand Editora, 2019)
- Use of Force (2017) ISBN 1-5082-3276-6 (EUA) / Uso da Força (PT) (Bertrand Editora, 2018)
- Spymaster (2018) ISBN 1-4767-8941-X (EUA) / O Mestre Espião (PT) (Bertrand Editora, 2019)
- Backlash (2019) ISBN 9781982104030 (EUA) / Retaliação (PT) (Bertrand Editora, 2021)
- Near Dark (2020) ISBN 9781982104061 (EUA) / À Beira do Fim (PT) (Bertrand Editora, 2022)
- Black Ice (2021} ISBN 9781982104122 (EUA)
- Rising Tiger (2022) (EUA)
- Dead Fall (2023) (EUA)
- Shadow of Doubt (2024) (EUA)

### Colecção The Athena Project
- The Athena Project (2010) - ISBN 1-4391-9295-2 / Projeto Atena (PT) (Bertrand Editora, 2012)

## Ligações Externas
- Site Oficial (em inglês)
- Brad Thor no Fantastic Fiction (em inglês)
- Entrevista com Hugh Hewitt
- Podcast com John J. Miller
- Podcast com militares - Ward Carroll
- vyou.com/BradThor